# برام تانكينك
برام تانكينك (بالهولندية: Bram Tankink)‏ مواليد 3 ديسمبر 1978 في هاكسبيرخن، هولندا، هو دراج هولندي في صنف سباق الدراجات على الطريق.

## سجل النتائج

### سباقات أو مراحل فاز بها
- بطولة العالم لسباق الدراجات على الطريق

## وصلات خارجية
- الموقع الرسمي

## روابط خارجية
- برام تانكينك على موقع الاتحاد الدولي للدراجات (الإنجليزية)
- برام تانكينك على موقع أرشيف الدراجات (الإنجليزية)
- برام تانكينك على موقع إحصائيات الدراجات الإحترافية (الإنجليزية)
- برام تانكينك على موقع نسبة الدراجات (الإنجليزية)
- برام تانكينك على موقع CycleBase (الإنجليزية)
- برام تانكينك على موقع MTB Data (الإنجليزية)
- لمحة عن برام تانكينك  على موقع ProCyclingStats  -  (برو  سايكلنج  ستاتس) - إحصاءات  محترفي  الدراجات.